# Revolución de 1923
La Revolución de 1923 fue un conflicto armado ocurrido en el año 1923 en el estado de Río Grande del Sur, Brasil. Enfrentó a los partidarios del presidente del estado, Borges de Medeiros, conocidos como Borgistas o Ximangos, que se identificaban utilizando un pañuelo blanco en el cuello, y los partidarios de Joaquim Francisco de Assis Brasil, conocidos como Assisistas o Maragatos, que utilizaban un pañuelo rojo.
El detonante de la revolución fue la reelección de Borges de Medeiros que, según sus opositores, fue lograda mediante fraude electoral derrotando al candidato opositor Assis Brasil. Tras la asunción al mando de Borges de Medeiros el 25 de enero se iniciaron los enfrentamientos. La idea de los Assisistas fue que el Gobierno Federal intervendría en el estado pero, tras el entendimiento de Borges de Medeiros con el presidente Artur Bernardes, sus esfuerzos fueron debilitándose. En septiembre se dio el combate de São Francisco de Assis y en octubre la toma de la ciudad de Pelotas por parte de las huestes del general Zeca Netto. Sin embargo, ninguna de ellas ocasionó un cambio en el rumbo de los acontecimientos. 
En diciembre de 1923 se suscribió el Pacto de Pedras Altas en el que se acordó que Borges seguiría gobernando pero se reformaría la constitución y se impedirían las relecciones, el nombramiento directo de intendentes y vicepresidentes. 